# Tehuacana
Tehuacana è un comune (town) degli Stati Uniti d'America della contea di Limestone nello Stato del Texas. La popolazione era di 283 abitanti al censimento del 2010.

## Geografia fisica
Tehuacana è situata a 31°44′32″N 96°32′44″W (31.742338, -96.545560).
Secondo lo United States Census Bureau, la città ha una superficie totale di 4,11 km², dei quali 4,09 km² di territorio e 0,02 km² di acque interne (0,57% del totale).

## Società

### Evoluzione demografica
Secondo il censimento del 2000, c'erano 307 persone, 132 nuclei familiari e 86 famiglie residenti nella città. La densità di popolazione era di 190,3 persone per miglio quadrato (73,6/km²). C'erano 147 unità abitative a una densità media di 91,1 per miglio quadrato (35,3/km²). La composizione etnica della città era formata dall'89,25% di bianchi, il 7,49% di afroamericani, il 2,93% di altre razze, e lo 0,33% di due o più etnie. Ispanici o latinos di qualunque razza erano il 2,93% della popolazione.
C'erano 132 nuclei familiari di cui il 30,3% aveva figli di età inferiore ai 18 anni, il 54,5% aveva coppie sposate conviventi, l'8,3% aveva un capofamiglia femmina senza marito, e il 34,1% erano non-famiglie. Il 33,3% di tutti i nuclei familiari erano individuali e il 18,2% aveva componenti con un'età di 65 anni o più che vivevano da soli. Il numero di componenti medio di un nucleo familiare era di 2,33 e quello di una famiglia era di 2,89.
La popolazione era composta dal 23,5% di persone sotto i 18 anni, il 10,7% di persone dai 18 ai 24 anni, il 23,5% di persone dai 25 ai 44 anni, il 27,0% di persone dai 45 ai 64 anni, e il 15,3% di persone di 65 anni o più. L'età media era di 42 anni. Per ogni 100 femmine c'erano 100,7 maschi. Per ogni 100 femmine dai 18 anni in giù, c'erano 92,6 maschi.
Il reddito medio di un nucleo familiare era di 35.469 dollari e quello di una famiglia era di 51.250 dollari. I maschi avevano un reddito medio di 31.250 dollari contro i 21.786 dollari delle femmine. Il reddito pro capite era di 18.965 dollari. Circa l'8,5% delle famiglie e il 10,6% della popolazione erano sotto la soglia di povertà, incluso il 9,1% di persone sotto i 18 anni di età.